# 慶長地震
慶長地震（けいちょうじしん）は、江戸時代初期の慶長9年12月16日（1605年2月3日）に起こったとされる地震・津波である。犬吠埼から九州に至る太平洋岸に大津波が襲来し、津波被害による溺死者は約5,000人（1万人という説も）とされる。しかし、地震の揺れの記録が津波記録と比べて少なく、震源やメカニズム・被害規模も不明な点が多い。

## 津波
津波は夕方から夜にかけて、犬吠埼から九州に至る太平洋岸に押し寄せた。津波襲来の範囲は宝永地震に匹敵するが、後の元禄地震津波や宝永地震津波によって多くの史料が流失したものと推定され、また紀州徳川家や土佐山内家らが移封される前後であったなどの世情から、現存が確認される歴史記録は乏しい。
- 房総半島東岸…具体的な高さは不明であるが、房総半島に津波が到達したのは確かと思われ特に現在の勝浦市、鴨川市などで大きな津波であったと推定される。但し、その高さは元禄地震による津波よりは低いと考えられている[2]。房総半島の津波を記した『房総治乱記』は日付が慶長六年十二月十六日（1602年2月7日）であるが、上総、下総では30町余潮が引いて干潟になった後、大山の如くなる浪が押し寄せたとある。
- 伊豆半島…西伊豆町仁科では津波が内陸に1.3km-1.4kmほど遡上し、下田市田牛では津波で寺堂並びに尊像が山奥に流されるなど、推定高さ4m程度の津波が押し寄せたとされている。
- 八丈島…谷ヶ里の家が残らず流亡し水死者57人（『伊豆国八丈島宋福寺古記』）。
- 浜名湖橋本宿（静岡県湖西市新居町浜名）...橋本では100戸中80戸が流された（『当代記』『東照宮実記』）。
- 紀伊半島広村（和歌山県広川町広）...1,700戸中700戸が流された（宝永4年（1707年）に14m、嘉永7年（1854年）に8m。広村堤防で有名）（『安政見聞録附図』『和歌山県有田郡地震津浪の記事』）。ただし、広村の記録は元史料では「天正（十三年十一月？）の頃の津浪」となっており、今村明恒が「慶長九年の地震津浪にあらざるなきか」と註釈を加えている様に、これを慶長の津波としたのは今村による判断である[4]。また、広村の津波に言及している『和歌山県有田郡地震津浪の記事』は明治期に書かれたものであり、年代も「天正」と異なっており、宝永や安政の大津波で被害を受けた約40km南側に位置する田辺において、慶長9年は地震も津波も記録される程でもなかったと推定されることから広村の津波被害は否定されるとしている[5][6]。
- 阿波鞆浦（徳島県海部郡海陽町鞆浦）...波高約10m、死者100余人。大岩慶長宝永碑には高さ十丈（約30m）の津波が襲ったとある[7]。
- 阿波宍喰（徳島県海部郡海陽町宍喰）...波高約6m、約1.8km内陸の日比原まで帆廻船が流れ込み、死者1,500余人『円頓寺開山住持宥慶之旧記』およびその写し（波高20m、3,806人という記録もある『阿闍梨暁印置文』）。しかし、時代が降る文化年間の宍喰村とその周辺、すなわち宍喰川上流の津波被害が有り得ない山奥を含む10ヶ村の合計の人口でさえ1,720人とされ、死者3,800人余はおろか死者1,500人余は過大であると考えられる[8][9]。
- 土佐甲浦（高知県安芸郡東洋町大字河内）…死者350余人。
- 室戸岬付近...死者400余人。『谷陵記』によれば室津付近の元では宝永津浪は慶長津浪より六尺（約1.8m）低いとある。
- 高知浦戸…山内一豊入封のとき、浦戸城では前代修築の突堤が慶長九年の激浪のため崩壊した[10]。
- 薩摩...西目（鹿児島湾西岸）に大波が寄せ、人が流された。

| 地域       | 地域                      | 推定波高・遡上高 | 推定波高・遡上高 | 推定波高・遡上高 | 推定波高・遡上高 | 推定波高・遡上高 |
| 地域       | 地域                      | 古文書の記録 | 羽鳥(1976)       | 飯田(1981)       | 村上(1996)       | その他           |
| ---------- | ------------------------- | --- | ---------------- | ---------------- | ---------------- | ---------------- |
| 九十九里浜 | 現・千葉県                | 東向海辺人民六畜悉死、ウミノ浪水入致し『大宮神社記録抄』/此時安房、上総、下総、海上俄ニ潮引テ、卅余町干潟トナリテ、二日一夜也、同十七日子ノ刻、沖ノ方夥ク鳴テ、潮大山ノ如クニ巻上テ、浪村山ノ七分ニ打カクル『房総治乱記』 | 5-7m             | 4-5m             |                  |                  |
| 伊豆八丈島 | 現・東京都八丈町          | 津浪上り、谷ヶ里之在家、不残浪ニ被払、人七拾五人〔ママ〕果ル『八丈島記事』/海嘯ニテ大賀郷三根ニ村ノ民家流没ス『伊豆七島志』                                                                                               | 10-20m           | 10m              |                  |                  |
| 下田       | 現・静岡県下田市          | | 2-3m             |                  |                  |                  |
| 仁科       | 現・西伊豆町              | 仁科郷海溢レテ陸地ヲ浸ス事凡十二三町『増訂豆州志稿』 | 3-4m             | 4m               |                  |                  |
| 舞阪       | 現・湖西市                | 今夜遠江国舞坂辺高波打あげ、橋本辺の民家八十ばかり、波と共に海に引入られ『東照宮実記』 | 4-5m             | 5-6m             |                  |                  |
| 伊勢       | 現・三重県伊勢市          | 此時伊勢国浦々潮数町干タリケルコ事一時計也、漁人モ魚鮑巳下心儘ニ取所ニ、潮俄ニ来テ、大石モ浦々ヘ打上ゲル間、生テ帰者ナシ『当代記』                                                                                        | 4-5m             | 5-6m             |                  |                  |
| 広         | 現・和歌山県広川町        | 天正年間地大に震ひ、紀州沿岸に津浪襲来し、広村及辰ヶ浜最多く其害を被る、広村は当時人家一千七百余戸を有し郡中第一の繁華地なりしが、此津浪の為に戸数七百を流亡し、多数の死者を出せり『和歌山県有田郡地震津浪の記事』        | 4-5m             | 5m               |                  |                  |
| 有田       | 現・有田市                | 辰ヶ浜皆田津ノ浦と称し繁盛なる津港をなせしがこれより先巳に津浪の為に其大部分を破壊せられたり『和歌山県有田郡地震津浪の記事』                                                                                              |                  | 5m               | 辰ヶ浜4-5m       |                  |
| 明石/神戸  | 現・兵庫県明石市          | 摂州兵庫の浦は一円不苦『当代記』 | <1m              | 1-2m             |                  |                  |
| 阿波牟岐   | 現・徳島県牟岐町          | 満徳寺流失『牟岐町史』 |                  |                  | 6m               |                  |
| 鞆浦       | 現・海陽町                | 逆浪頻起、其高十丈来七度『大岩慶長宝永碑』 | 5-6m             | 6-7m             | 4-5m             | 30m              |
| 宍喰       | 現・海陽町                | 宍喰に老若男女貴賎三千八百六人死す『阿闍梨暁印置文』/惣浦中泉より水湧出事二丈余上り『円頓寺開山住持宥慶之旧記』 | 5-6m             | 6-7m             | 5-6m             |                  |
| 甲浦       | 現・高知県東洋町          | 甲浦は三百五拾人余死『三災録附録』 | 5-6m             | 5-6m             | 5-6m             |                  |
| 佐喜浜     | 現・室戸市                | 其夥夜半に四海波の大潮入りて、国々浦々破損滅亡す、崎浜老女男女五十人、波に流死す『阿闍梨暁印置文』 | 8-10m            | 8-10m            | 6-13m            |                  |
| 室津       | 現・室戸市                | 西寺東寺の麓の浦分にも、男女四百人余死す『阿闍梨暁印置文』 | 6-8m             | 6-8m             | 8-10m            |                  |
| 奈半利     | 現・奈半利町              | 善照寺附近には家が一軒もなかった『安芸郡史考』 | 3-4m             | 3-4m             | 6m               |                  |
| 安芸       | 現・安芸市                | 慶長九年辰年地震大潮入候『南路志』 | 3-4m             | 3-4m             | 3-4m             |                  |
| 佐賀       | 現・黒潮町                | 祖先巻物、知行折紙、元親公の書簡等旧記悉く流失す『佐賀町郷土史』 | 4-5m             | 4-5m             | 4-5m             |                  |
| 三崎       | （現・三浦市） 土佐清水市 | 三崎浦大潮指、浦中男女百五十三人死『蒼屋雑記』 | (4-5m)           | 4-5m             |                  |                  |
| 大隅・薩摩 | 現・鹿児島県              | 東目より西目之浜大浪よせ『薩摩旧記後編』 | 1-2m             | 1-2m             |                  |                  |

八丈島の遡上高は季節風による大波に津波が重なったものであるとする見方もある。

## 地震動
『房総治乱記』には「慶長六年辛丑十二月十六日大地震、山崩海埋テ岳トナル」とあり、年号の相違はあるも誤記と考え、この房総半島の記録は本地震によるものとされる。
京都で地震が有感であったとされる記録は『当代記』「十六日亥刻、丑寅の方ニ魂打三度、同地震」が1件あるだけで、地震動後に津波被害を受ける地域の地震記録は少ない。しかし、『日本被害地震総覧』は『当代記』を京都の有感記事としているものの、日記にある前後の天候などの記事から『当代記』は京都の状況を記述したものではないとされる。また、『義演准后日記』には「旧冬十五日〔ママ〕武蔵国江戸辺大地震由注進候、此辺不覚、誠聊震歟」とあり、こちらは京都では有感でなかったことを示唆する史料とされる。
『孝亮宿禰日次記』には「近日関東大地震有之、死人等多云々、又伊勢国、紫国等有大地震云々、」とあり、関東や伊勢の状況が伝えられ大地震があったことを示唆しているが、「紫国」は筑紫国であるか不明であり恐らく四国の状況が伝えられたものとされる。
『田原町史』には戸田尊次が田原藩に封ぜられた後に、田原城の櫓や石垣が大坂の陣の前年の大地震によりゆり崩されたと記録されているが、これを大坂の陣の前の年と解釈し慶長地震による震害とする見方もある。
『円頓寺開山住持宥慶之旧記』『慶長九年大変年代書記』、およびその写しである『宍喰浦舊記』、『永正九年八月四日・慶長九年十二月十六日・寳永四年十月四日・嘉永七寅年十一月五日四ヶ度之震潮記』にある『慶長九年師走十六日圓頓寺舊記之写』によれば、徳島県宍喰では予兆と見られる大地震が16日辰半刻（朝8時頃）から申上刻（午後3時）くらいまで続き、また井戸が干上がり、酉上刻（午後5時頃）の月の出頃から海底より大波が湧き出し泉から水が吹出したとされる。さらに「地裂沼水湧出」と記述され、地割れが発生して水が噴出したと解釈される。しかし、午前8時頃より午後3時頃まで大地震が続いて「前代未聞の大変」であると言っておきながら震害の記録が無いなど疑問点があるとされる。
顕著な震害としては『淡路草』に淡路島安坂村の先山千光寺の諸堂が倒壊、仏像が飛散した記録がある。
しかし、本地震における淡路島周辺の地震動による被害記録が乏しく、後世に記された地誌に過ぎない『淡路草』の記録は年号の誤記と考えられ、先山千光寺の記録は1596年の慶長伏見地震の被害状況である可能性もあるとされる。

## 震源域
南海トラフ巨大地震とされる宝永地震、安政地震および昭和地震などで見られた南東上りの地殻変動を示唆する記録や温泉の湧出停止などの記録は確認されず、土佐湾西部で宝永津浪が著しいのに対し、室戸岬付近では慶長津波が宝永津波を上回るのは、宝永地震における高知、土佐湾西岸の沈降と室戸岬付近の隆起に対し、慶長地震では地殻変動が小さかったことも関連していると推定される。

### 南海トラフを主震源域とする説
震動および津波に関する伝承記録から解析し南海トラフを主震源域として駿河トラフ、相模トラフなどどの領域が連動したのか、いくつかの見解がある。また、東北地方太平洋沖地震の知見を踏まえ、弱い震動と大きな津波の発生理由として海溝軸付近でのすべり量を大きく見積もる研究がある。また、泡と発光現象を説明するため、南海トラフの海底にあるメタンハイドレートが連鎖的に気化したと考える説がある。
南海トラフ連動説
今村明恒(1943)は、軍記による房総半島の被害記録に重きを置くわけには行かないとして、大森房吉(1913)の唱えた房総沖説を否定して東海道沖および南海道沖に震源を仮定し、津波を宝永地震や安政地震と同類のものと考えた。ただし、安政地震のような二元地震ではないであろうとしている。
石橋克彦(1983)は、本地震は震源域が宝永地震とほぼ同じ南海トラフ沿いにあり、系列が異なる津波地震であるという仮説を立てた。
天正13年11月29日（1586年1月18日）の天正地震によってアムールプレート（ユーラシアプレート）の東進が進み、その結果中央構造線沿いで横ずれ応力が増大して文禄5年（1596年）の伏見地震など一連の地震活動をもたらし、南海トラフのプレート境界の応力状態が緩和されて、やや低い応力レベルで滑りの遅い津波地震が発生したとの見方もある。
東海道沖および南海道沖説
飯田汲事(1981)は、震度分布や津波記録が志摩半島以東と、紀伊半島西部から四国の2地域に分類されるとし、東海沖と南海沖の二元地震としている。宇佐美龍夫(2003)も、震央位置を(1) 北緯 33.5° 東経 138.5° (2) 北緯 33.0° 東経 134.9°に仮定し、東海沖(1)と南海沖(2)の2つの地震が生じたものとしている。
南海トラフ沿い海溝軸寄り説
東京大学の古村孝志は、強震動と地殻変動の記録が残っていない事などから南海トラフ沿いプレート境界の海溝軸に近い浅い地域の地震だったとしている。
メタンハイドレートの連続崩壊説
名古屋大学の安藤雅孝は、宝永地震や安政地震と同じ断層面でゆっくり滑りが発生したとは考えにくいとの指摘もあることから、メタンハイドレートの介在の可能性を指摘している。
房総半島南東沖と紀伊半島南西沖説
河角廣(1951)は、房総半島南東沖（N34.3°,E140.4°）と紀伊半島南西沖（N33°,E134.9°）の2つの震央を与え、それぞれMK = 6としてマグニチュード M = 7.9の2つの地震と考え、羽鳥徳太郎(1975)も、地震動や津波の記録が一つの震源では説明できないとし、房総南東沖と紀伊半島南西沖に2つの津波の波源域を推定した。
東海沖と房総沖説
相田勇(1981)は、古記録を基にした津波の数値実験から東海沖と房総沖の相模トラフ沿いの二つの断層による波源域を仮定し、房総沖の断層は地震モーメントM0 = 5.3×1021N・m (Mw = 8.4)、東海沖はM0 = 6.4×1021N・m (Mw = 8.5)と推定しているが、歴史記録が乏しく近似の程度は余り良くないとされる。但し、この断層モデルには南海道沖の震源域は含まれていない。

### 南海トラフを主震源域としない説
西日本の南海トラフ沿いに強震動が及ばなかった事を重要視した説である。津波が広い範囲に及びながら確かな震害の記録がないことから、東海はるか沖、あるいは遠地津波も否定できないとする見方もある。
瀬野徹三(2011)は、慶長地震はいわゆる津波地震であって、プレート境界のまともな脆性剪断破壊ではない可能性が大きいとして、南海トラフにおける巨大地震の一つとして含めることは出来ないとしている。
房総沖説
大森房吉(1913)は、本地震による津波は広範に及ぶものの、八丈島と房総半島東岸の津波が殊に甚だしいため、震源は元禄地震に近い房総沖近傍にあると考えた。
関東地方東南沖説
都司嘉宣は、この地震は関東で揺れの記録が見られるものの、駿河、遠江、三河、伊勢など東海地方で確実な揺れの記録が皆無であるとして、史料事実から慶長東海地震は無かったとし、東海地震では無く南関東沖地震としている。
伊豆・小笠原海溝（鳥島付近）説
2013年10月の地震学会で、石橋克彦・原田智也らは、慶長地震が南海トラフのプレート境界型地震ではなく伊豆・小笠原海溝の一部（鳥島付近100km四方前後）のM8.2-8.4の地震を仮定すると津波の再現ができるとした。
遠地津波説
松浦律子(2013)も慶長地震は震源が南海トラフではないとし、地震動の記録は戦乱の中記録が正確に伝わらなかった可能性もあり、例えばインドネシアやパプアニューギニア島北方、フィリピン等で起きた地震による遠地津波の可能性も否定できないとした。南海トラフの地震が100年に1回という先入観に捕われるのではなく、昭和地震は例外として南海トラフ巨大地震は200年に一度程度の発生が本来の姿だとした。

### 津波痕跡
- 静岡県湖西市長谷元屋敷遺跡 : 16世紀の遺物包含層を覆う厚さ10cmの津波堆積物。- この層の上部には寛永13年（1636年）に近江坂本で鋳造された寛永通寳が含まれ[40]、さらにその下部には層厚50cm以上の明応津波および上部には層厚50cmから1mの宝永津波の堆積物も見出されている[41][42][43]。

## 防災
従来想定されている南海トラフ沿いの地震とはメカニズムが異なるため、将来の活動は予測できていない。津波地震という性質のため、三陸津波・チリ地震津波などと同じく、予兆なく津波が襲来した場合の被害は想定以上のものとなる可能性もある。

## その他
津波から約8ヶ月半後の慶長10年9月15日（1605年10月27日）に八丈島西山で、約11ヶ月半後の慶長10年12月15日（1606年1月23日）に八丈島付近の海底で噴火が発生した。